# Almas Tower
Almas Tower (arabsky:  برج الماس) je mrakodrap v Dubaji ve Spojených arabských emirátech. Měří 363 m a má 74 pater, které obsluhuje 33 výtahů. 70 pater je normálně pronajímáno, na zbylých čtyřech patrech se nachází strojovna a jiné plochy nutné pro chod budovy. Stavební práce začaly v roce 2005 a byly dokončeny v roce 2009. Do dokončení Burdž Chálífa v roce 2010 byl tento mrakodrap nejvyšší budovou Dubaje. Budova je umístěna na svém vlastním uměle vytvořeném ostrově a je to nejvyšší budova komplexu Jumeirah Lake Towers. Vlastníkem budovy je firma Dubai Multi Commodities Centre (DMCC).